# Sulema (vattendrag i Armenien)
Sulema är ett vattendrag i Armenien. Det ligger i den centrala delen av landet, 70 kilometer sydost om huvudstaden Jerevan.
Trakten runt Sulema består i huvudsak av gräsmarker. Runt Sulema är det ganska glesbefolkat, med 28 invånare per kvadratkilometer.